# Nhật thực 22 tháng 6, 2085
Nhật thực hình khuyên sẽ xảy ra vào ngày 22 tháng 6 năm 2085. Nhật thực xảy ra khi Mặt trăng đi qua giữa Trái đất và Mặt trời, do đó che khuất hoàn toàn hoặc một phần hình ảnh của Mặt trời đối với người xem trên Trái đất. Nhật thực hình khuyên xảy ra khi đường kính biểu kiến của Mặt trăng nhỏ hơn Mặt trời, chặn hầu hết ánh sáng của Mặt trời và khiến Mặt trời trông giống như một vành khuyên (vành khuyên). Nhật thực hình khuyên xuất hiện dưới dạng nguyệt thực một phần trên một vùng của Trái đất rộng hàng nghìn km.